# Гідроксид літію
Гідрокси́д лі́тію, лі́тій гідрокси́д — гідроксид лужного металу літію, який має формулу LiOH. Поглинаючи воду з повітря, може утворювати моногідрат LiOH·H2O. Проявляє сильні осно́вні властивості.
Застосовується для очищення повітря у приміщеннях від вуглекислого газу та для синтезу стеарату літію — поширеного компоненту мастил.

## Фізичні властивості
Гідроксид літію при стандартних умовах є безбарвною кристалічною речовиною з тетрагональною кристалічною ґраткою. При роботі з ним слід бути обережним, уникати потрапляння на шкіру та слизові оболонки.
| Температура, °C | 0    | 10   | 20   | 25   | 30   | 40   | 50   | 60   | 70   | 80   | 90   | 100  |
| Розчинність, %  | 10,8 | 10,8 | 11,0 | 11,1 | 11,3 | 11,7 | 12,2 | 12,7 | 13,4 | 14,2 | 15,1 | 16,1 |

## Отримання
Основним методом отримання гідроксиду літію є взаємодія сульфату літію і гідроксиду барію (у формі гідрату):
{\displaystyle \mathrm {Li_{2}SO_{4}+Ba(OH)_{2}\cdot 8H_{2}O\longrightarrow 2(LiOH\cdot H_{2}O)+BaSO_{4}\downarrow +6H_{2}O} }
Утворений гідрат LiOH дегідрують протягом кількох днів у присутності P2O5:
{\displaystyle \mathrm {LiOH\cdot H_{2}O{\xrightarrow {P_{2}O_{5}}}LiOH+H_{2}O} }
Також дегідратацію проводять незначним нагріванням речовини до 140 °C у струмені чистого водню. У випадку, якщо температура стрімко підвищуватиметься, при 445 °C моногідрат розплавиться і перейде у форму 8LiOH·H2O, з якої виділити чистий гідроксид значно складніше.
Аналогічною до реакції з гідроксидом барію є взаємодія карбонату літію з гідроксидом кальцію:
{\displaystyle \mathrm {Li_{2}CO_{3}+Ca(OH)_{2}\longrightarrow 2LiOH+CaCO_{3}\downarrow } }
Менш поширеними є методи синтезу LiOH, засновані на взаємодії із водою металічного літію та оксиду літію:
{\displaystyle \mathrm {2Li+2H_{2}O\longrightarrow 2LiOH+H_{2}\uparrow } }
{\displaystyle \mathrm {Li_{2}O+H_{2}O\longrightarrow 2LiOH} }

## Хімічні властивості
Гідроксид літію є сильним гідроксидом (лугом), який добре дисоціює у воді:
{\displaystyle \mathrm {LiOH\rightleftarrows Li^{+}+OH^{-}} }
При нагріванні понад 660 °C гідроксид дегідратується із утворенням оксиду літію:
{\displaystyle \mathrm {2LiOH{\xrightarrow {660-780^{o}C}}Li_{2}O+H_{2}O} }
Взаємодіючи з кислотами та кислотними оксидами, проявляє сильні осно́вні властивості та утворює відповідні солі (реакція нейтралізації):
{\displaystyle \mathrm {LiOH+HCl\longrightarrow LiCl+H_{2}O} }
{\displaystyle \mathrm {2LiOH+H_{2}SO_{4}\longrightarrow Li_{2}SO_{4}+2H_{2}O} }
{\displaystyle \mathrm {2LiOH+CO_{2}\longrightarrow Li_{2}CO_{3}+H_{2}O} }
{\displaystyle \mathrm {2LiOH+SO_{3}\longrightarrow Li_{2}SO_{4}+H_{2}O} }
При взаємодії зі спиртами (які мають кислотні властивості), утворює алкоголяти:
{\displaystyle \mathrm {LiOH+C_{2}H_{5}OH\rightarrow C_{2}H_{5}OLi+H_{2}O} }
Холодний та гарячий розчини LiOH реагують із галогенами:
{\displaystyle \mathrm {2LiOH+Cl_{2}\rightarrow LiClO+LiCl+H_{2}O} }
{\displaystyle \mathrm {6LiOH+Cl_{2}{\xrightarrow {t}}LiClO_{3}+5LiCl+3H_{2}O} }
У підігрітому спиртовому розчині сполука може відновлюватися пероксидом водню із утворенням пероксиду літію (після дегідратації у вакуумі в присутності P2O5):
{\displaystyle \mathrm {2LiOH+2H_{2}O_{2}+H_{2}O{\xrightarrow {C_{2}H_{5}OH,t}}Li_{2}O_{2}\cdot H_{2}O_{2}\cdot 3H_{2}O} }
{\displaystyle \mathrm {Li_{2}O_{2}\cdot H_{2}O_{2}\cdot 3H_{2}O{\xrightarrow {P_{2}O_{5},vacuum}}Li_{2}O_{2}+H_{2}O_{2}+3H_{2}O} }

## Застосування
Гідроксид літію використовується в космічних місіях та в підводних човнах, для очищення повітря, оскільки він поглинає вуглекислий газ із повітря:
{\displaystyle \mathrm {2(LiOH\cdot H_{2}O)+CO_{2}\longrightarrow Li_{2}CO_{3}+3H_{2}O} }
LiOH застосовується в отриманні стеарату літію — одного з найпоширеніших компонентів для мастил, який має переваги у стійкості в широкому діапазоні температур (від -20 до 150 °C)
Також використовується при синтезі полімерів як каталізатор та як електроліт в акумуляторах.